# Koppert
Koppert is een internationaal opererend Nederlands bedrijf op het gebied van biologische gewasbescherming en natuurlijke bestuiving. Het bedrijf telt anno 2024 circa 3000 werknemers, met vestigingen en distributeurs verdeeld over 100 landen. Het hoofdkantoor zetelt in Berkel en Rodenrijs.
Het bedrijf werd opgericht in 1967 door komkommerteler Jan Koppert nadat hij ervaring had opgedaan met het inzetten van de roofmijt tegen spint.  Het begon als een klein familiebedrijf in Berkel en Rodenrijs. Nadat Koppert in Zwitserland grote hoeveelheden roofmijt inkocht startte hij de samenwerking met het Engels bedrijf ICI en zo werd een product Milcurb ontwikkeld dat aanvankelijk een succes leek ter bestrijding van de schimmel meeldauw. De schimmel werd echter snel resistent voor het bestrijdingsmiddel en de markt voor het middel stortte in. Nieuwe kansen dienden zich aan toen bij toeval door een samenwerkend Engels proefstation ontdekt werd dat de sluipwesp een einde kon maken aan het voor planten ziekmakende insect, de witte vlieg.
In 1972 overleed oprichter Jan Koppert, en zijn beide zonen Peter en Paul, die reeds in het bedrijf actief waren, namen de leiding over.
Het bedrijf sloot samenwerkingsverbanden met wetenschappelijke instituten in Engeland en in 1975 werd daar een tweede vestiging geopend. 
In 1985 bracht het bedrijf, met inmiddels 35 werknemers, het middel Plant Schoon op de particuliere markt. Dit middel met hoofdbestanddelen spiritus, organische vetzuren en water bleek zeer geschikt voor kamerplanten, groente en fruit. Voor bedrijven was het middel al langer beschikbaar onder de naam Savona.
De sluipwesp werd een steeds belangrijker middel voor het behoud van tomaten-, komkommer- en auberginegewassen omdat dit insect in staat bleek om haar eitjes in de buurt van de witte vliegenlarven te leggen en daarmee een directe natuurlijke vijand bleek voor het voor planten en gewassen zeer schadelijke insect. Samen met onder andere de Landbouwuniversiteit Wageningen werd gezocht naar de meest effectieve inzet van de sluipwesp.
De export en omzet namen toe en het aantal werknemers steeg in fases naar 250 in 1994 waarvan tien procent werkzaam was bij researchafdelingen in Engeland, Frankrijk, Italië en Hongarije. Het verkoopassortiment telde op dat moment zestien insecten en mijten, naast aaltjes en schimmels ter bestrijding van ongedierte en bescherming van wortelstelsels.
In 2023 werd ruim 95% van de omzet behaald buiten Nederland.

## Activiteiten
Koppert ontwikkelt en produceert biologische gewasbeschermingsmiddelen, zoals natuurlijke vijanden en microbiologische oplossingen, die worden ingezet om plagen en ziekten te bestrijden zonder schadelijke neveneffecten op het milieu of de menselijke gezondheid.
Koppert levert hommels en andere bestuivers om de opbrengst en kwaliteit van gewassen zoals tomaten en aardbei te verbeteren.